# Casa de ceară (film din 2005)
Casa de ceară (House of Wax) - film de groază americano-australian din 2005. Este regizat de Jaume Collet-Serra după un scenariu de Chad Hayes și Carey Hayes. Cu actorii Elisha Cuthbert, Chad Michael Murray și Brian Van Holt.  Este o refacere a filmului omonim din 1953, care la rândul său este o refacere a filmului Mystery of the Wax Museum din 1933.